# Lossa-Foulbé
Lossa-Foulbé est une localité du Burkina Faso située dans le département de Banh, la province du Loroum et la région du Nord. 

## Population
Lors du recensement de 2006, on y a dénombré 273 habitants. Comme son nom l'indique, ce sont des Peuls.